# Beemd
Een beemd is het toponiem (veldnaam) dat, onder meer in, zowel Nederlands en Vlaams, Brabant en Limburg gebruikt wordt om graslandpercelen in een beekdal aan te duiden, soms ook gespeld als bempt, bempd, bampd, enzovoort. Een voorbeeld is de Ossenbeemd langs de Vlier in Deurne, tegenwoordig geografisch gezien een onderdeel van het kasteelpark van het Groot Kasteel. Andere beemden zijn onder meer:
- Beemd (buurtschap in de gemeente Bernheze)
- Beemd (buurtschap in de gemeente Breda)
- Beemdkant (buurtschap in de gemeente Laarbeek)
- Beemdkant (buurtschap in de gemeente Someren)
- Haagse Beemden (gebied en woonwijk van Breda)
- Hooghbeemd, straat in Waalre
- Dommelbeemd (een wijk in Eindhoven in stadsdeel Woensel-Noord)
- Beemden en Genderbeemd (twee buurten in Eindhoven, in stadsdeel Gestel)
- Zwanenbeemd (buurt in Helmond)
- Bakelse Beemden (laaggelegen gebied in beekdal van de Bakelse Aa tussen Helmond en Bakel)
- Ender Beemden (laaggelegen grasland in beekdal van de Keersop in Bergeijk)
- Doode Bemde (natuurreservaat in de Dijlevallei ten zuiden van Leuven)
- Eijsder Beemden (natuurgebied gelegen langs de Maas in de buurt van Oost-Maarland)
- Gemene Beemden (bushalte en straatnaam in Neder-over-Heembeek, deelgemeente van Brussel)
- Wolvertemse Beemden (natuurgebied in Wolvertem, gelegen aan de samenvloeiing van de Molenbeek en de Meuzegemse beek)

Ook komt de naam voor in de oude naam beemdvossestaart van de grassoort grote vossenstaart. Een andere plantensoort die verwijst naar beemd, is beemdooievaarsbek.

## Familienaam
Een bekende Brabantse familienaam is Van den Eerenbeemt of Van den Eerenbeemd.